# Izbica (miasto)
Izbica (jid. ‏איזשביצא‎ Izbitz, Izbitze, łac. Isbica) – miasto w Polsce położone w województwie lubelskim, w powiecie krasnostawskim, w gminie Izbica. Siedziba gminy Izbica.
W latach 1954–1972 wieś należała i była siedzibą władz gromady Izbica. W latach 1975–1998 miejscowość położona była w województwie zamojskim.
Izbica leży w dawnej ziemi chełmskiej na historycznej Rusi Czerwonej. Uzyskała lokację miejską w 1750 roku, pozbawiona prawa miejskiego w 1869 roku, od 2022 jest ponownie miastem.
Wierni Kościoła rzymskokatolickiego należą do parafii św. Zofii w Tarnogórze.
| SIMC    | Nazwa       | Rodzaj       |
| ------- | ----------- | ------------ |
| 0889717 | Izbica-Wieś | część miasta |
| 0889723 | Maliniec    | część miasta |
| 0889730 | Przysiółek  | część miasta |

## Informacje ogólne
Alternatywną nazwą miejscowości jest Izbica-Osada. Według Krajowego Rejestru Urzędowego Podziału Terytorialnego Kraju (TERYT), do 2021 nazwę Izbica posiadały dwie miejscowości w Gminie Izbica: Izbica (osada) oraz Izbica-Wieś (wieś). Podział taki wynikał po części z historii miejscowości; centralna część Izbicy była zamieszkana dawniej przez społeczność żydowską i posiadała status miasta (później: osady), zaś ludność polska i rusińska mieszkała w okalającej osadę wsi. Współczesne rozróżnienie ma charakter bardziej praktyczny, gdzie obszary miejscowości te są dokładnym geograficznym odzwierciedleniem podziału Izbicy na 2 sołectwa. Powodowało to, że miejscowość Izbica-Wieś zawierała w swoich granicach m.in. centralny rynek oraz siedzibę Urzędu Gminy. W praktyce miejscowości te traktowane były jako jedna miejscowość przez ich mieszkańców. Ten formalny nieintuicyjny podział został zlikwidowany 1 stycznia 2022, kiedy to w związku z przywróceniem Izbicy statusu miasta włączono do niej Izbicę-Wieś oraz jej dwie części wsi (Maliniec i Przysiółek), wszystkie stały się częściami miasta Izbicy.
Izbica jest siedzibą Urzędu Gminy od 1870 r. Dzieli gminne funkcje administracyjne z pobliską wsią Tarnogóra. Gminny Ośrodek Kultury. Niemiecka gmina Winterlingen jest gminą partnerską gminy Izbica. W 2008 liczba mieszkańców Izbicy wynosiła ok. 1,9 tys.
Gminne Przedsiębiorstwo Gospodarki Komunalnej Sp. z o.o. Miejscowy piłkarski klub sportowy nosi nazwę GKS (Gminny Klub Sportowy) „Ruch Izbica”. Na terenie miejscowości mieszkał poeta i nauczyciel Edward Franciszek Cimek.

## Geografia osady
Położona na obszarze Wyżyny Lubelskiej (Działów Grabowieckich i Wyniosłości Giełczewskiej), 12 km na południe od Krasnegostawu oraz 22 km na północ od Zamościa, nad rzeką Wieprz w otulinie Skierbieszowskiego Parku Krajobrazowego.
Leży przy trasie 17 (E372) Warszawa – Lublin – Lwów – Kijów oraz linii kolejowej Rejowiec Fabryczny – Rawa Ruska – Lwów (obecnie linia kolejowa nr 69).

### Flora i fauna
Okolice miejscowości cechuje urozmaicona rzeźba terenu z podłożem lessowym, pagórkami, głębokimi wąwozami i stromymi, urwistymi zboczami. Występują drzewostany bukowe, grabowe, dębowe oraz zarośla z ligustrem, głogiem, jeżyną i dereniem świdwą. Można tu spotkać: lilię złotogłów, kosaćca bezlistnego, różę francuską, wiśnię karłowatą, grążel żółty, wawrzynek wilczełyko i wiele innych unikatowych roślin. Mają tu swoje nory borsuk, jaszczurka zwinka, zaskroniec i żmija zygzakowata. Pomnikami przyrody są: źródlisko w Kryniczkach oraz rezerwat roślinności kserotermicznej „Broczówka”, z najcenniejszą jego częścią, stanowiskiem pomnikowym „Zalesie”.

## Nazwa miejscowości
Izbica to nazwa o charakterze topograficznym, wywodzi się od prasłowiańskiego wyrazu „jstba” (izba) oznaczającego: skrzynię u mostu, zrąb drzewa ziemią przesypany, nasyp lub też słupy wraz z ziemią, którymi umacniano warowanie. Władysław Walewski w Słowniku geograficznym Królestwa Polskiego i innych krajów słowiańskich. T. 3 podaje Izbica (właśc. Izdbica, por. Izdebno), nazwa dość trudna do wyjaśnienia pod względem pochodzenia i znaczenia pierwotnego. Na podstawie faktu, iż dotąd nazwa ta służy budowlom wodnym wznoszonym do zabezpieczenia mostów drewnianych na rzekach, można by wnosić, iż pierwotnie oznaczała ona siedziby i mieszkania na palach śród wód wznoszone.
Miejscowość nazywano pierwotnie: (za spisem wsi w parafii Krasnystaw z 1419 r.) Jstibicza (za Metryką Koronną) Izdbice, Istbycza, Istbicza, Izdbicza, Isbicza (za spisem dóbr krasnostawskich z 1565) Izdbicze, lub (za dokumentem z archiwum książąt Lubomirskich w Sławucie) Ysbicza.

### Herb
Herb Gminy Izbica to, według Statutu Gminy Izbica, krzyż kawalerski koloru czerwonego na białym polu tarczy.

## Historia

### Prehistoria
Tradycje osadnicze na terenie gminy i miejscowości sięgają bardzo odległych czasów. Jak wykazały wstępne badania archeologiczne, najstarsze ślady pobytu człowieka pochodzą już z okresu neolitu. Dowodem na to są znaleziska z okolicy Izbicy (siekiera krzemienna z neolitu) i Tarzymiech (naczynia kuliste z epoki brązu). Po obu stronach doliny Wieprza i w miejscowościach nieco oddalonych od niej spotyka się również ślady pobytu człowieka od neolitu. Na początku ery nowożytnej okolice Izbicy utrzymywały ożywione kontakty handlowe z południem Europy. W Romanowie znaleziono denary rzymskie, urnę, ostrogę żelazną z lat 100/102 – 194 – 195 n.e. Denary noszą wizerunek kolejnych władców lub członków rodziny cesarskiej. Szczególnie ciekawe są monety z wywierconym otworem, które mogły być używane jako ozdoby. Monety takie w skarbach odkrywanych na terenie Polski występują bardzo rzadko. W skarbie z Romanowa znalazły się dwie takie monety, denar Trajana oraz denar pośmiertny Marka Aureliusza. Znaleziska archeologiczne można oglądać w Muzeum Regionalnym w Krasnymstawie.

### XV–XVIII w.
Pierwsze wzmianki o miejscowości datują się na rok 1419 (jako wieś wchodząca w skład parafii Krasnystaw w dokumencie uposażającym parafię wydanym przez Władysława Jagiełłę). Wieś jest wzmiankowana jeszcze trzykrotnie w XV w. Dwa razy w księgach chełmskich, gdzie występuje w 1429 roku bobrowniczy królewski (venator castorum d. regis) Ruszilo (Ruszyło, Rusiło) de Istbycza, zaś w 1431 roku Jacz de Istbicza, oraz w 1448 roku, w dokumencie zatwierdzenia uposażenia parafii krasnostawskiej przez starostę Hryćka Kierdeja
Mimo erygowania w 1544 roku parafii w Tarnogórze i nadania jej plebanowi 1/4 łana pola w Izbicy, pozostaje ona nadal w parafii krasnostawskiej i dopiero wizytacja biskupa z 1792 roku notuje wieś Izbicę w parafii tarnogórskiej. Po wybudowaniu kościoła w Ostrzycy w 1468 roku wieś została włączona do powołanej wówczas parafii. Jeszcze w 1563 roku Izbica wymieniana była obok Ostrzycy i Mchów, jako należąca do parafii w Ostrzycy, która formalnie w 1552 roku została zlikwidowana, a jej obszar włączono do parafii w Tarnogórze. Już w XV wieku wchodziła ona w skład starostwa krasnostawskiego, zaś od poł. XVI wieku do wyodrębnionej zeń dzierżawy tarnogórskiej.
Przed 1539 rokiem starostwo tarnogórskie było w zastawie u Stanisława Rzeszowskiego, wojskiego chełmskiego, który z kolei scedował je w tym roku hetmanowi Janowi Tarnowskiemu w zamian za inne wsie do niego należące. 3 lipca 1540 roku Król Zygmunt I Stary wydał zgodę na lokację na gruntach folwarku Izbica miasta Nowy Tarnów (na prawie magdeburskim), dzięki staraniom posesora zastawnego królewszczyzny stryjowskiej i sulmickiej oraz kasztelana krakowskiego Jana Amora Tarnowskiego, ale nie doszła ona do skutku. W tym samym roku hetman zrzekł się przejętych sum zastawnych na Izbicy, Ostrzycy, Stryjowie i Mchach na rzecz króla. Właściwa lokacja nastąpiła osiem lat później, lecz po drugiej stronie Wieprza, na gruntach wsi Ostrzyca jako Tarnogóra. Lustracja z lat 1564–1565 wykazywała we wsi 13 kmieci osiadłych na półłankach, dających po 12 gr. rocznego czynszu, a także po jednym kapłonie wartym 2 gr., 10 jajek (po 1/2 gr.), po 1 serze (po 1/2 gr.). Ponadto był tu 1 zagrodnik (6 gr. czynszu). Za łowienie ryb w Wieprzu pobierano 2 zł rocznie. Ogółem z wsi Izbica wysokość dochodu wynosiła 15 zł. 27 gr (Izdbicza, wś, pow. krasnostawski. W r. 1565 wś w ststwie krasnostawskiem ma 13 kmieci na półłanktch, l zagr., 3 rybaków. Dochodu zł. 15, gr. 27.). O czternaście lat późniejszy rejestr poborowy mówił, iż wieś posiadała 6,5 łana (109,2 ha) gruntów uprawnych. W latach 1595–1597 znajdowała się w zastawie u panów Trojanowskich z pobliskiego Orłowa. W 1662 roku było we wsi 23 katolików a według rejestru z 1695 roku 4 zagrodników i 2 komorników. Według spisu w 1709 roku w Izbicy, Mchach i Ostrzycy było łącznie jedynie 10 chłopów.

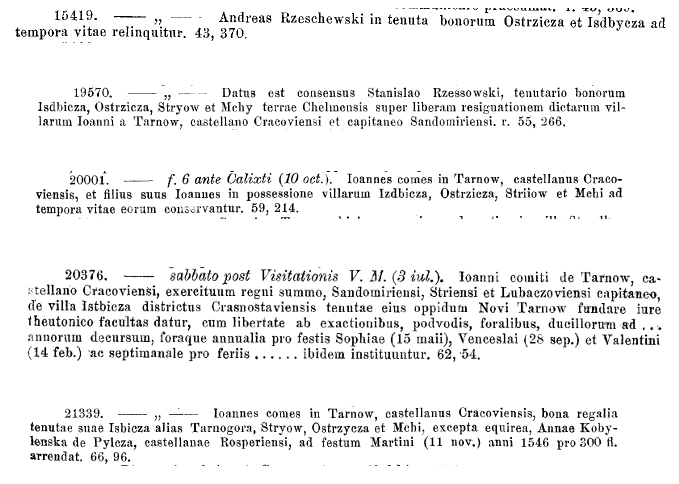
Matricularum Regni Poloniae 1507-1548 o Izbicy

#### Izbica miastem
W 1750 (według innych źródeł, np. według Słownika geograficznego Królestwa Polskiego i innych krajów słowiańskich, Tom III, s. 330, z 1880 r. lub Encyklopedii powszechnej S. Olgebranda t. 12 z 1863 r., s. 780, co mniej prawdopodobne, 8 września 1760). Antoni Granowski, starosta tarnogórski, otrzymał od Augusta III Sasa przywilej na założenie miasta i sprowadzenie do niego Żydów. Najstarszy plan miasta pochodzi z 1839 roku i jest zgodny z założeniami lokacyjnymi miasta. Podstawą założenia był prostokątny rynek o bokach 140×100 m, oparty o trakt zamojski i drogę do Tarnogóry położonej za rzeką Wieprz. Sieć uliczna poza rynkiem nie rozwinęła się, ponieważ całkowity obszar gruntów miejskich wynosił zaledwie 16 morg. Rok 1765 notuje Izbicę jako jedno z 30 miast wchodzących w skład ziemi chełmskiej. Obok miasta istniała nadal wieś Izbica, która w 1765 roku liczyła 16 kmieci, 5 komorników, 7 czynszowników i 1 bednarza. We wsi była wtedy także karczma. W 1754 roku król wydał przywilej na jarmarki w Izbicy. Miasto liczyło wówczas 25 domów oraz 3 browary, natomiast w 1774 roku zanotowano tu 2 domy wjezdne i 5 niewjezdnych oraz 3 browary. W 1765 roku łącznia liczba głów żydowskich w kachale tarnogurskim wynosiła 204, lecz podział mieszkańców wyznania mojżeszowego pomiędzy Izbicę, Tarnogórę i okoliczne wsie nie jest znany.
Z Tarnogóry, która posiadała przywilej de non tolerandis Judaeis, wyrugowano do Izbicy Żydów na mocy wyroku sądu asesorkiego z 1744 roku. Wypędzonym Żydom zabroniono przekraczać dzielący Izbicę i Tarnogórę most. Od początku Izbica była miastem wyłącznie żydowskim (z początku najmniejszym miastem na ziemiach polskich), co było ewenementem w ówczesnej Rzeczypospolitej. Nie otrzymała jednak oddzielnej administracji. W związku z powyższym miasteczko to pozbawione obywateli w rozumieniu ówczesnego prawa, nie miało również nawet szczątkowego urzędu miejskiego. Interesy mieszkańców reprezentowali wobec starosty być może starsi kahalni. Pomimo tego, że na planie z 1839 roku znajduje się Plac na dom dla urzędu municypalnego w okolicach obecnej siedziby urzędu gminy, to jeszcze w 1845 roku obwieszczenie w Dzienniku Urzędowym Guberni Lubelskiej podpisane jest przez Magistrat Miast Tarnogóry i Izbicy ... w Tarnogórze. W 1775 roku Izbica była już siedzibą kahału (gminy żydowskiej), zaś w 1754 roku założony został cmentarz żydowski (kirkut).
W latach 1763–1791 notuje się w miejscowości 29 domów mieszkalnych (150 mieszkańców) i 16 dymów (1776/1777), zaś w 1810 roku 47 domów (wszystkie drewniane) w których mieszkały 173 osoby. Lustracja z 1789 roku określa dochód z Izbicy: Żydzi z miasteczka Izbica płacą do zamku placowe, które do arendy jest przyłączone. Oprócz tego zaś podczas żniwa na żniwaków dają zł 9.
Po 1772 roku Izbica weszła w skład zaboru austriackiego, zaś w 1795 roku dobra tarnogórskie (w tym Izbica) zostały przejęte przez zaborcę austriackiego jako dobra kameralne.
| Rok                | Liczba mieszkańców                                  | Liczba domów                               | Liczba dymów | Źródło                                                                                      |
| ------------------ | --------------------------------------------------- | ------------------------------------------ | ------------ | ------------------------------------------------------------------------------------------- |
| 1754               | –                                                   | 25                                         | –            | –                                                                                           |
| 1765               | 204 (głowy żydowskie w kahale tarnogórskim łącznie) | –                                          | –            | –                                                                                           |
| 1765 (wieś Izbica) | 28 kmieci i rzemieślników                           | –                                          | –            | –                                                                                           |
| 1774               | –                                                   | 2 domy wjezdne, 5 niewzjezdnych, 3 browary | –            | –                                                                                           |
| 1776/77            | 150                                                 | 27                                         | 16           | –                                                                                           |
| 1810               | 173                                                 | 47                                         | –            | –                                                                                           |
| 1820               | 360                                                 | –                                          | –            | Tarnogóra i Izbica – studium historyczno-urbanistyczne; A. Cebulak                          |
| 1827               | 407 (miasto)/160 (wieś)                             | 51 (miasto)/31 (wieś)                      | –            | Tabela miast, wsi, osad Królestwa Polskiego. t. 1                                           |
| 1857               | 1600                                                | –                                          | –            | Tarnogóra i Izbica – studium historyczno-urbanistyczne; A. Cebulak                          |
| 1865               | 1674                                                | –                                          | –            | Opis statystyczny guberni lubelskiej, Warszawa 1901                                         |
| 1880               | 2077                                                | –                                          | –            | W. Bondyra, Słownik historyczny miejscowości województwa zamojskiego, 1993                  |
| 1882               | 2019                                                | –                                          | –            | Opis statystyczny guberni lubelskiej, Warszawa 1901                                         |
| 1887               | 2465                                                | –                                          | –            | Opis statystyczny guberni lubelskiej, Warszawa 1901                                         |
| 1890               | 2637                                                | –                                          | –            | Opis statystyczny guberni lubelskiej, Warszawa 1901                                         |
| 1890               | 2880                                                | –                                          | –            | Tarnogóra i Izbica – studium historyczno-urbanistyczne; A. Cebulak                          |
| 1904               | 3409                                                | –                                          | –            | Miasta w Królestwie Polskim w 1865 r.; Sprawocznaja kniżka lublinskoj gubierni, Lublin 1905 |
| 1910               | 4451                                                | –                                          | –            | Tarnogóra i Izbica – studium historyczno-urbanistyczne; A. Cebulak                          |

### XIX w.
W 1807 roku (według innych źródeł, co mniej prawdopodobne, w 1796) na mocy porozumienia między rządem austriackim a Adamem Kazimierzem Czartoryskim Izbica, Tarnogóra i okolice przeszły pod zarząd austriacki, w zamian za miasto Siedlce. W 1808 roku Ignacy Horodyski wykupił dobra tarnogórskie od Czartoryskich, w 1819 roku miasto należało do Dominika Horodyskiego. W 1809 roku Izbica weszła w skład Księstwa Warszawskiego, a po 1815 roku Królestwa Polskiego (Kongresowego). W 1823 roku Tarnogórę, Izbicę, Mchy i Ostrówek kupił za 265 tys. złotych polskich Józef Czyżewski herbu Drya, generał wojsk polskich. Po nim w 1850 roku majątek odziedziczyły jego dzieci: Marianna i Stefania Czyżewskie oraz wnuczki Marianna i Józefa Koźmianówny córki zmarłej Józefy z Czyżewskich Koźmian. W 1852 roku dobra tarnogórskie po spłacie pozostałych objął w całości Władysław Czyżewski, żonaty z Rozalią Świerzawską herbu Paprzyca. Po nich w 1886 roku majątek odziedziczyły dzieci: Stanisław Wincenty, Zofia i Roja. W 1893 roku całość dóbr objął Stanisław Wincenty Czyżewski, żonaty z Marią Wisłocką, po pierwszym mężu Walicką, po których w 1910 roku odziedziczyli: Władysław Smorczewski, Maria z Wisłockich Czyżewska, żona Władysława i Stanisław Skarbek.
Spis z 1827 roku notował wieś w powiecie krasnostawskim i parafii Tarnogóra. W 1845 roku istniała tu karczma, która uzyskała patent na dalsze prowadzenie wyszynku alkoholu. W 1863 roku miasto spłonęło, zaś 13 czerwca 1869 roku utraciło prawa miejskie decyzją władz carskich w ramach represji po powstaniu styczniowym, zaś osady (byłe już miasta) Izbicę i Tarnogórę włączono do gminy Tarnogóra. 3 marca 1870. siedzibę gminy przeniesiono do Izbicy. W okresie zaborów (wspólnie z Tarnogórą) podlegała władzy burmistrza. W 1866 roku Izbica przeszła na własność mieszkańców.
Wokół dworu osiadłego tutaj w XIX wieku cadyka Mordechaja Josefa Leinera i jego syna Jakuba powstał silny ośrodek ruchu chasydzkiego. W ten sposób założona została chasydzka dynastia Izbicko-Radzyńska. W 1781 roku w Izbicy mieszkało 71 Żydów. Berliński almanach Annalen der Erd-, Völker- und Staatenkunde, t. 3 zaznacza, że w roku 1831 było tu 51 domów mieszkalnych, i 407 mieszkańców (wyłącznie Żydów). W 1860 roku było tu 1455 mieszkańców, a w roku 1890 – 2880 mieszkańców. Pierwszym znanym z imienia rabinem Izbicy był Elezier. W czasie powstania listopadowego oddział pod dowództwem Wojciecha Chrzanowskiego odparł tutaj atak żołnierzy pod dowództwem generała Dawidowa.
W 1863 roku rozegrała się tu zwycięska bitwa powstańców styczniowych. Pierwsze wzmianki dotyczące bóżnicy w Izbicy pochodzą z 1819 roku. Położona była ona na prawo od rynku, od drogi z Lublina do Zamościa. Była to synagoga drewniana (prawdopodobnie na miejscu wcześniejszego bet midraszu z 1781 roku). Dopiero w 1855 roku na jej miejscu powstała synagoga murowana. Spłonęła ona w 1879 roku, jednak została szybko odbudowana.

### XX w.

#### Przed I wojną światową
W 1903 roku w Izbicy wzniesiono państwową klinkiernię, którą zaprojektował inż. Józef Zborowski.

#### I wojna światowa
Jeszcze w 1905 roku Izbica nazywana jest przedmieściem Tarnorgóry (Tarnogóra, z przedmieściem Izbicą, dziś osada a dawniej miasteczko, leży na lewym brzegu Wieprza, na wyżynie, wchodzącej ostro zakończonym brzegiem w podmokłą dolinę tej rzeki. Na przeciwnym brzegu Wieprza leży Izbica, połączona z Tarnogórą mostem). W 1913 roku w Izbicy istniały dwa chedery. Pierwszy, założony w 1892 roku liczył 30 uczniów. Jego właścicielem był M. Broncwajg. Drugi powstał w 1888 roku i uczęszczało do niego 16 dzieci. Jego właścicielem był G. Sztajnchaner. W szkołach tych nauczano podstaw pisania i czytania w języku hebrajskim, co było nieodzowne do praktykowania kultu i prowadzenia życia zgodnie z zasadami religijnymi. Nauka odbywała się na ogół w domu nauczyciela, nazywanego mełamed lub rebe. Szkoła powszechna rozpoczęła działalność w roku 1907. Tego roku oddano do użytku nowy budynek z czerwonej cegły na izbickim błoniu, przy torze kolejowym, postawiony z przeznaczeniem na szkołę. Do 1928 roku była to szkoła jednoklasową z jednym nauczycielem, w której uczniowie uczyli się w oddziałach I-IV. Organizacja oświaty na terenach okupowanych w czasie I wojny światowej przez wojska austro-węgierskie uregulowana została kilkoma rozporządzeniami Naczelnego Wodza oraz Generalnego Gubernatora w Lublinie. Rozporządzenia z 17 i 31 października 1915 roku przywracały na terenach okupowanych naukę w języku polskim oraz ustalały, że nauka w szkołach publicznych ma być bezpłatna. Instytucją oświatowo-kulturalną o najszerszym zasięgu działalności była Polska Macierz Szkolna. Dążyła ona do objęcia swym wpływem polskiej oświaty szkolnej i pozaszkolnej. Dużą aktywność rozwinęło, m.in. w zakładaniu szkół początkowych i bibliotek, Lubelskie Towarzystwo Szerzenia Oświaty Światło.
W czasie I wojny światowej Izbica została w znacznym stopniu zniszczona, zmniejszyła się też liczba jej mieszkańców. We wrześniu 1915 roku utworzono Generalne Gubernatorstwo Lubelskie. Gmina Izbica została podporządkowana komendantowi obwodowemu, a od kwietnia 1917 roku komendantowi powiatowemu w Krasnymstawie.
W 1910 roku dobra tarnogórskie (w tym Izbica) przeszła do Smorczewskich. Cały majątek przejął wkrótce Władysław Smorczewski herbu Rawicz, syn Antoniego i Zofii z Czyżewskich ożeniony z Ewą Obertyńską. Byli oni właścicielami dóbr o powierzchni ok. 2000 ha do 1945 roku (reforma rolna).

#### Międzywojnie
Pierwsza wojna światowa pozostawiła na terenie Izbicy ślady wielkiego zniszczenia. Odzyskanie niepodległości po wojnie nie wniosło większych zmian w życiu osady. Przebudowano kilka artezyjskich studni, ułożono 1500 m. kładek chodników, wybrukowano kilka ulic, doprowadzono do porządku rzeźnię i założono targowisko. Sekretarzem gminy był wtedy Michał Kossowski, o którym w 1925 roku w gazecie „Ilustracja Ludowa” napisano kilka zdań: Mimo ciężkich czasów Izbica cokolwiek odnawia się. Nic dziwnego – ma dzielnego obywatela, dzielnego i ofiarnego społecznika, który należy do tych obywateli, którzy wierzą, że Polskę mocną i potężną trzeba budować od podstaw, to jest od gmin. Jak wierzy tak działa.
W okresie międzywojennym w Izbicy mieszkało od ok. 3 tys. (93% ogółu mieszkańców stanowili Żydzi) (1921) do prawie 6 tys. (1939) osób, w tym ok. 90% pochodzenia żydowskiego. Według spisu z 1921 roku osada liczyła 304 domy i 3085 mieszkańców, w tym 2862 Żydów i 1 Ukrainiec, natomiast wieś Izbica liczyła 26 domów i 186 mieszkańców, w tym 3 Ukraińców i 53 Żydów.
Z uwagi na tak duży odsetek ludności żydowskiej mieszkającej w Izbicy popularne było wówczas powiedzenie Izbica, Izbica – żydowska stolica. Miejscowość rozwijała się w tym okresie bardzo dynamicznie leżąc przy ruchliwej trasie Lublin – Zamość (wybudowanej w 1835 roku). Podczas I wojny światowej (w 1917 roku) wybudowano przebiegającą przez Izbicę linię kolejową.
W tym okresie w Izbicy były trzy olejarnie, dwie garbarnie, zakłady szewskie, ślusarskie, dwa tartaki, piwiarnie oraz kilka bibliotek, kino i amatorski teatr. Obok synagogi, kirkutu, mykwy i rzeźni rytualnej w Izbicy działało kilka prywatnych bet midraszy (pierwszy został założony w 1781 roku). W 1917 roku rabin Landau założył w Izbicy wraz z zarządem miejscowej gminy wyznaniowej ochronkę, w której miejscowe dzieci przebywały pod jego opieką. Środki na ochronkę czerpano z samoopodatkowania się mieszkańców Izbicy, którzy zobowiązali się dopłacać po kopiejce do nabywanego cukru. W 1930 roku powstała w Izbicy żydowska biblioteka im. J.L. Pereca. W 1924 roku powstał Żydowski Bank Spółdzielczy, istniało także Towarzystwo Wzajemnego Kredytu i Towarzystwo Pożyczkowo-Oszczędnościowe. Rozwijały się żydowskie organizacje i partie polityczne: swoją reprezentację miały m.in. Aguda, Mizrachi, Organizacja Syjonistyczna, Bund, Żydowska Partia Ludowa, a także organizacje młodzieżowe, m.in. He-Chaluc i Bejtar. Spośród instytucji społeczno-kulturalnych szczególnie aktywne były Kultur-Liga, funkcjonująca pod auspicjami Bundu, i stowarzyszenie Tarbut o profilu syjonistycznym. Opiekę nad chorymi sprawowało bractwo Bikur Cholim. W okresie międzywojennym w Izbicy powstał kolejny dwór chasydzki, tym razem o stosunkowo ograniczonym zasięgu. Jego założycielem był rabin Cwi Rabinowicz, wywodzący się z rodu Symchy Binema z Przysuchy.

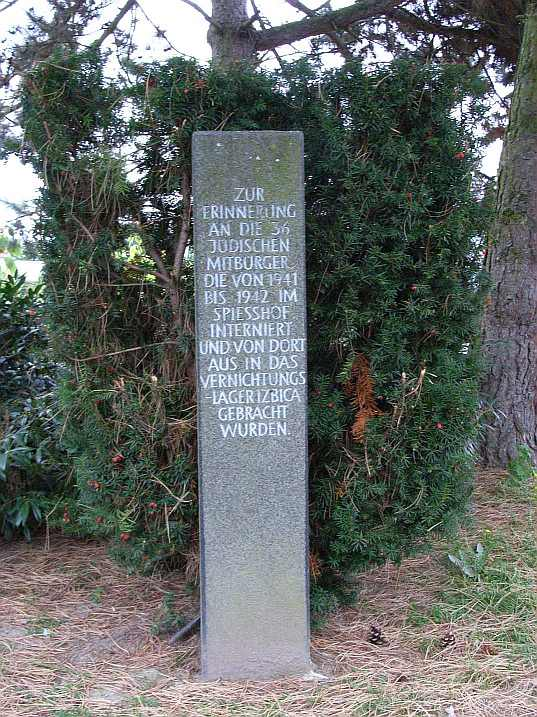
Obelisk upamiętniający deportację Żydów z niemieckiego Erkelenz do Izbicy

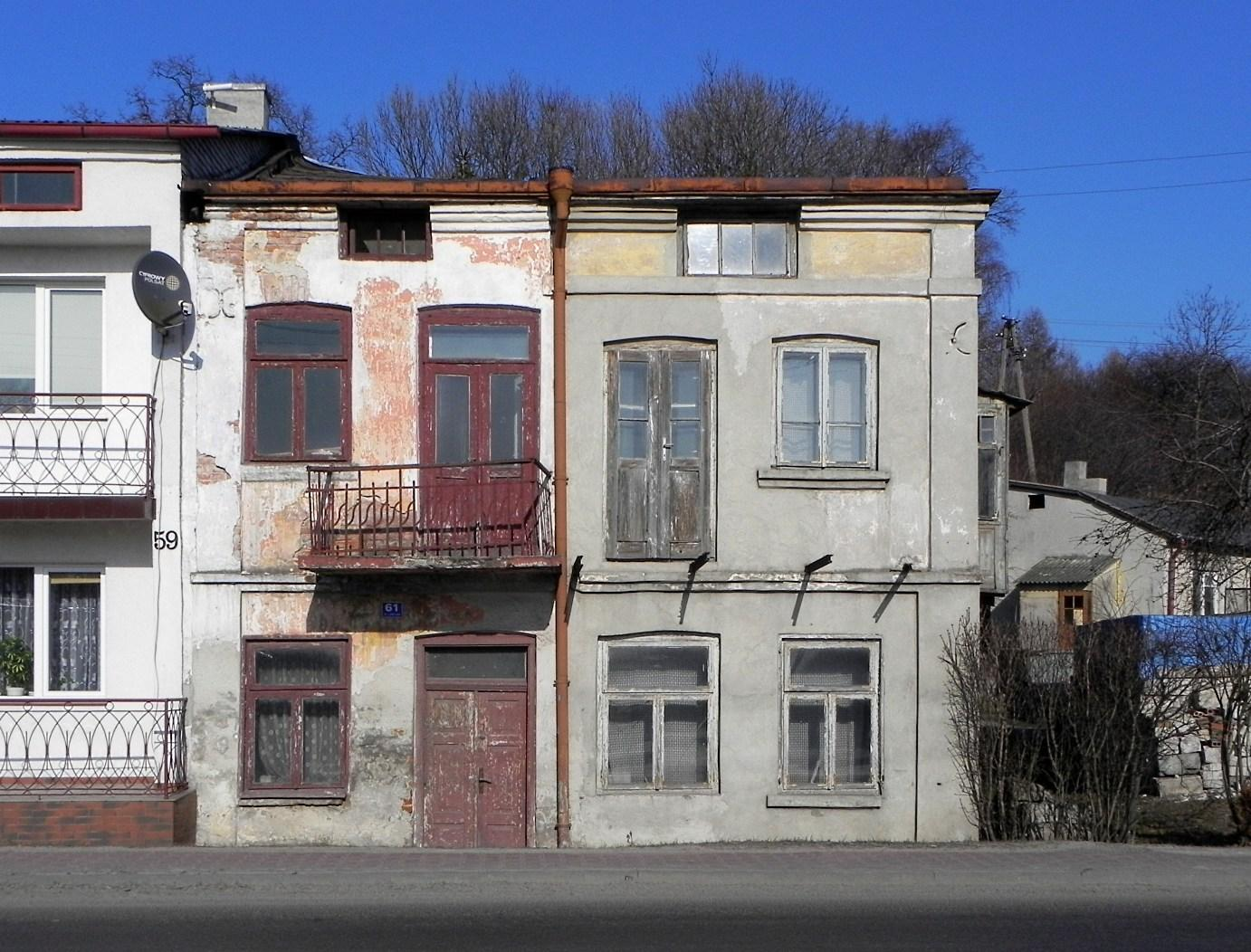
Dom przy ul. Lubelskiej 61 wraz z rytualną kuczką (z prawej strony budynku)

1 kwietnia 1929 roku Izbica stała się także siedzibą gminy Tarnogóra (do 1954 roku). W latach 30. XX wieku zelektryfikowano miejscowość.

#### II wojna światowa
4 września 1939 roku wojska niemieckie zrzuciły na tor kolejowy około 8 szt. bomb, 6 września zbombardowano przejeżdżający przez miejscowość pociąg, zaś 13 września zbombardowana została stacja kolejowa. W tym dniu także kapitan Kossobudzki przeprowadził rozpoznanie nieprzyjaciela za pomocą tankietek na linii Izbica – Krasnystaw, i w Izbicy stwierdził pojedyncze patrole niemieckie. Została unieruchomiona także miejscowa klinkiernia. Z dniem 15 września 1939 roku wkroczyły zmotoryzowane wojska niemieckie po krótkiej walce z piechurami gen. Olbrychta (39 Dywizja Piechoty). 25 i 26 września w okolicach miejscowości toczone były walki oddziałów Wojska Polskiego z oddziałami Armii Czerwonej. 27 września do miejscowości wkroczyły wojska sowieckie, które po tygodniowym pobycie wycofały się, a na ich miejsce powróciły wojska niemieckie. Naprzeciw stacji kolejowej powstał szpital polowy dla lekko rannych żołnierzy Wehrmachtu. Wojsko niemieckie zaczęło zajmować niektóre większe domy a sztab wojskowy został zorganizowany w pobliskiej Tarnogórze. Nie wolno było przekraczać mostu na rzece Wieprz z Izbicy do Tarnogóry i odwrotnie. Potrzebna była przepustka wydawana przez oficera niemieckiego. Żołnierze na ogół zachowywali się spokojnie, bez żadnych gwałtów czy zaczepek, zarówno oficerowie, jak i żołnierze.
Na wiosnę 1941 roku hitlerowcy założyli w Izbicy wielkie magazyny sprzętu wojennego dla dywizji Wehrmachtu przygotowujących się do napadu na ZSRR. O tym jak wielką wartość przykładali Niemcy do tych magazynów, świadczy fakt, że w lecie 1941 roku, każdego dnia niebo nad Izbicą patrolowało 30 samolotów myśliwskich.
Według Ryszarda Adamczyka znaczna część ludności żydowskiej nie ukrywała zadowolenia z wkroczenia Armii Czerwonej. Spowodowało to wrogość okolicznych mieszkańców narodowości polskiej. Jedno z opisywanych zdarzeń opisuje rzucenie granatu w grupę Żydów (którzy dyskutowali o tym, czy Izbica pozostanie pod kontrolą sowiecką), co spowodowało śmierć jednej z żydowskich mieszkanek miasteczka. Po powrocie wojsk niemieckich początkowo życie w miejscowości przebiegało w miarę spokojnie, działały miejscowe sklepiki i kramy. Okupacyjne władze początkowo nie wykazywały szczególnego zainteresowania tą grupą narodowościową, skupiając się na zarządzaniu gminą i osadą poprzez zarządzenia. Dotkliwym problemem stawały się choroby, zwłaszcza tyfus plamisty, który przybrał rozmiary epidemii.
W Izbicy w ramach akcji Reinhard zostało stworzone przez Niemców żydowskie getto tranzytowe. Był to element infrastruktury, wspomagający proces deportacji i zagłady Żydów europejskich przed ich transportem do ośrodków zagłady, przede wszystkim do obozów zagłady w Bełżcu i w Sobiborze. Do getta przetransportowano także wiele tysięcy Żydów spoza granic Polski. Łącznie przez izbickie getto przeszło – wg obliczeń dr. Roberta Kuwałka, dyrektora Muzeum w Bełżcu – około 25 tysięcy osób. W 1942 roku zamordowana została tutaj niemiecka malarka Käthe Loewenthal oraz (prawdopodobnie) olimpijczyk Otto Herschmann. Na miejscowym cmentarzu żydowskim (kirkucie) rozstrzelano około 4,5 tys. Żydów. Wojnę przeżyło zaledwie 14 izbickich Żydów, w tym Thomas „Toivi” Blatt.
Podczas okupacji, przekonany przez przywódców podziemia żydowskiego, w przebraniu ukraińskiego strażnika pomocniczej formacji SS, przedostał się na teren getta tranzytowego w Izbicy Jan Karski, który relację naocznego świadka przygotował w postaci raportu – został on później przekazany polskiemu rządowi w Londynie, a następnie, w wersji angielskiej, także przywódcom alianckim.
W 1941 roku w Izbicy utworzono siedzibę Gestapo na cały powiat krasnostawski, której szefem został Kurt Engels oraz jego pomocnik Ludwig Klemm. Obaj byli odpowiedzialni za zbrodnie (doraźne rozstrzeliwanie ludności), zarówno na Polakach, jak i Żydach. W lecie 1942 roku gdy areszt gminny nie mógł pomieścić ofiar Engelsa i Klema, na rozkaz tego pierwszego został wybudowany bunkier, zaopatrzony w urządzenia, pozwalające na zorganizowanie procesu gazowania więźniów. Jednak do użycia cyklonu w Izbicy nie doszło. W łapankach przed wywózką do innych obozów uczestniczyli zarówno żołnierze niemieccy, jak i ukraińscy. Towarzyszyli im SS-mani z Obozu szkoleniowego SS w Trawnikach oraz Policja Polska Generalnego Gubernatorstwa (policja granatowa). Ostatni Żydzi zostali deportowani z Izbicy 28 kwietnia 1943 roku. Szczególnie złą kartę w historii tego czasu zapisał współodpowiedzialny za śmierć wielu osób w Izbicy – Jan (Johan) Schultz – wójt gminy Tarnogóra, zwany przez Niemców burmistrzem. Zorganizował on na tym terenie krwawy terror i eksterminację Polaków i Żydów. Na Schultzu w 1943 roku miejscowi partyzanci wykonali egzekucję, gdy ten był w drodze do Krasnegostawu. W lipcu 1944 roku partyzanci znaleźli w siedzibie Placówki Zamiejscowej Gestapo przemyślnie skonstruowaną maszynkę do wyrywania paznokci. Nazwiska pomordowanych w obozach z terenu Izbicy umieszczone są na tablicy marmurowej w kościele w Tarnogórze. W ramach tzw. akcji AB (likwidacja inteligencji) rozstrzelano kierownika klinkierni inż. Zygmunta Paulewicza.
W okolicy działali partyzanci AK i BCh. Grupowali się oni w okolicznych lasach w Wirkowicach i w Orłowie. Swoją działalnością w walce z okupantem zasłynął Bolesław Kukiełka, który w ramach Batalionów Chłopskich stworzył oddział działający na terenie Izbicy i przyległych do niej wsi. Niektóre akcje to: rozbicie posterunku policji niemieckiej oraz wykonanie wyroku śmierci na konfidencie z 17 października 1943 roku, atak oddziałów BCh na załogę niemiecką i klinkiernię w Izbicy w dniu 15 grudnia 1943 roku, akcja w dniu 4 kwietnia 1943 roku na trasie Zamość – Krasnystaw w której zniszczono 16 niemieckich samochodów ciężarowych i sprzęt wojskowy, a także wysadzenie mostu na rzece Wieprz. W czerwcu 1943 roku partyzanci z BCh pod dowództwem Henryka Cegłowskiego – Lwa dokonali napadu na niemiecki obóz pracy w Izbicy. Zabili komendanta obozu a więźniów uwolnili.
Izbica została zajęta w dniu 25 lipca lub 26 lipca 1944 roku przez oddziały I Frontu Ukraińskiego.

#### Czasy powojenne
Po wojnie grunty miejscowości Izbica zostały znacjonalizowane i sprzedane miejscowej oraz napływowej ludności polskiej. Rynek został przeniesiony poza obręb osady, a w jego miejscu powstał skwerek z fontanną i drzewami. Nie zachowały się domy z pierwotnej zabudowy Izbicy. Istniejące jeszcze starsze domy murowane są gruntownie przerobione, ostatni dwurodzinny dom drewniany z pierwszej połowy XIX wieku został rozebrany w 1968 roku.
W 1954 roku Izbica stała się częścią gromady, zaś 1 stycznia 1973 roku miejscowość stała się ponownie siedzibą urzędu gminy. W gminie izbickiej wójtem był Zych z Orłowa Murowanego, a sekretarzem Jan Rutkowski. Tego roku powstało koedukacyjne samorządowe gimnazjum i liceum gminnej rady narodowej. Mieściło się ono w budynku przy ulicy Gen. Świerczewskiego, gdzie była później szkoła podstawowa. Po roku gimnazjum to zostało przeniesione do pałacyku w Tarnogórze. Przedszkole, które zostało założone w 1945 roku mieściło się w dawnej szkole, przy torze kolejowym we wsi Izbica. Oprócz szkół i przedszkola Izbica posiadała jeszcze kilka instytucji użyteczności publicznej: siedzibę Prezydium Gromadzkiej Rady Narodowej, Gminna Spółdzielnia, Państwowa Klinkiernia, podlegająca Zamojskim Klinkierniom Drogowym, Zakłady Zielarskie, urząd pocztowy, stacja kolejowa, ośrodek zdrowia, ośrodek weterynaryjny, wiejski dom higieny i kino.
Klinkier produkowany w miejscowym zakładzie używany był do budowy dróg oraz obiektów przemysłowych i mieszkalnych. Między innymi klinkier z miejscowego zakładu wysyłany był do Nowej Huty, Tych, Tarnowa, Płocka (petrochemia), Starachowic (FSC), Lublina (FSC). Używany był także do budowy Pałacu Kultury i Nauki w Warszawie oraz do różnego rodzaju budowli w Łodzi, Gdyni, Gdańsku, Lublinie (schody do Zamku). W roku 1962 klinkier eksportowano do Indonezji a kilka lat później do Szwecji.
W 1995 roku utworzono Skierbieszowski Park Krajobrazowy, obejmujący część gminy Izbica (sama miejscowość położona jest w otulinie parku), z racji ciekawego skupiska roślin chronionych i ciekawego ukształtowania terenu.

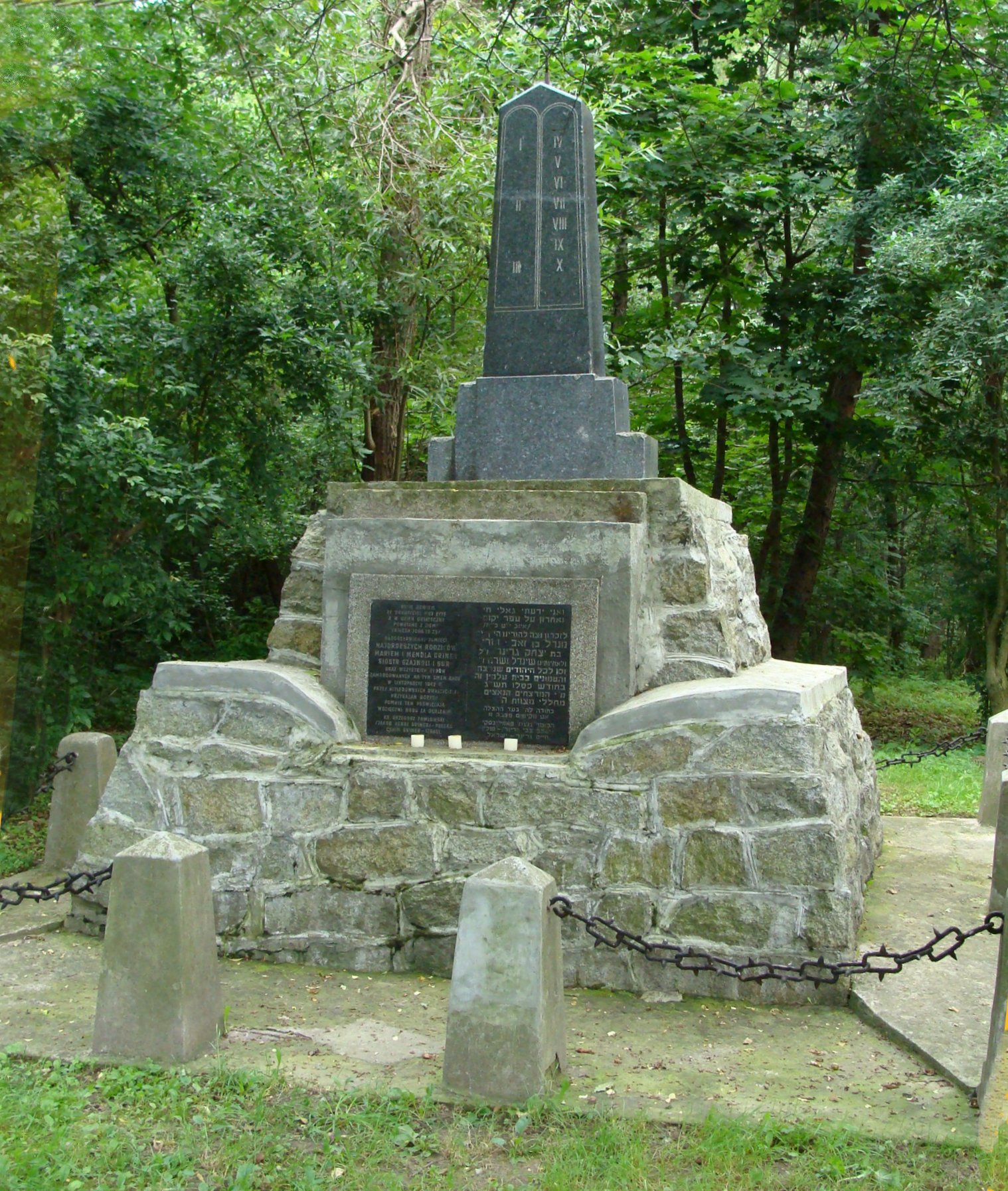
Cmentarz żydowski (kirkut)

### XXI w.
W połowie 1999 roku krakowska firma Klinkmar podpisała z Zarządem Gminy Izbica umowę dzierżawy klinkierni na 10 lat. W planach działalności firmy znalazła się produkcja cegły klinkierowej. Niestety bardzo szybko okazało się, że zgodnie z profilem swojej działalności (zbieranie i transport odpadów), a niezgodnie z umową Klinkmar zaczął sprowadzać i gromadzić na terenie zakładu szkodliwe odpady zawierające cyjanek oraz metale ciężkie, co stwierdziła kontrola Wojewódzkiego Inspektoratu Ochrony Środowiska, w konsekwencji gmina wypowiedziała umowy dzierżawy klinkierni.
W 2001 roku otworzono biologiczno-mechaniczną oczyszczalnię ścieków.
We wrześniu 2002 roku, po czterech latach przerwy, dzięki pomocy z Ministerstwa Pracy i Polityki Społecznej (250 tysięcy złotych) w Izbicy ruszyła produkcja klinkieru – w fabryce zatrudniono 65 osób.
Jesienią 2006 roku w realizację Projektu upamiętnienia cmentarza żydowskiego w Izbicy włączyła się ambasada Republiki Federalnej Niemiec. Dzięki udzielonemu przez niemiecką ambasadę wsparciu finansowemu możliwe stało się wzniesienie na cmentarzu pomnika upamiętniającego izbickch Żydów, wytyczenie geodezyjnych granic nekropolii oraz zaprojektowanie ogrodzenia.
W 2010 roku rozpoczęto na wielką skalę modernizację budynku miejscowej szkoły.
W kwietniu 2016 roku Rada Gminy Izbica wyraziła zgodę na użyczenie Fundacji Dziedzictwa Kulturowego i Przemysłowego na 25 lat całej nieruchomości dawnej klinkierni – 5 hektarów gruntu z budynkami, w tym halami produkcyjnymi. Fundacja chciała tu stworzyć park kulturowo-przemysłowy. W 2017 roku gmina Izbica wypowiedziała umowę użyczenia fundacji.
Od 1 stycznia 2022 roku Izbica jest ponownie miastem.

## Transport

### Transport drogowy
Izbica leży przy trasie 17 (E372) Warszawa – Lublin – Lwów, która w przyszłości stanie się drogą ekspresową S17 (S17). W związku z położeniem w dolinie Wieprza, droga ma relatywnie niebezpieczny przebieg przez miejscowość (duże nachylenie przy wjeździe do miejscowości i wyjeździe z niej, niebezpieczne zakręty, utrudnienia zimą), od wielu lat planowana jest obwodnica Izbicy. W miejscowości znajduje się także wyremontowany dworzec autobusowy, który z przystankiem kolejowym Izbica tworzy mini-stację przesiadkową miejscowości.
Przez Izbicę przebiega droga powiatowa łącząca miejscowość z Tarnogórą.

### Transport kolejowy
Przez Izbicę przebiega linia kolejowa nr 69 (Rejowiec Fabryczny – Hrebenne), która jest linią jednotorową, niezelektryfikowaną, o maksymalnej prędkości 70–120 km/h. Znajduje się tu bocznica kolejowa do obsługi ruchu towarowego. W listopadzie 2011 roku funkcję dawnej stacji kolejowej z budynkiem poczekalni przejął przystanek Izbica zlokalizowany bliżej centrum miejscowości.
Miejscowość jest obsługiwana przez pociągi osobowe uruchamiane przez Polregio relacji Lublin – Zamość (codziennie) i Lublin – Jarosław (w okresie letnim) oraz przez pociągi pospieszne uruchamiane przez PKP Intercity relacji Hrubieszów – Warszawa – Kołobrzeg.

### Transport lotniczy
Najbliższymi portami lotniczymi są Port lotniczy Lublin (odl. 60 km) oraz Port lotniczy Rzeszów-Jasionka (odl. 145 km). Na lotnisku w Zamościu (odl. 25 km) znajduje się siedziba Aeroklubu Ziemi Zamojskiej.

## Miejsca warte odwiedzenia
- Cmentarz żydowski w Izbicy (kirkut) przy ul. Fabrycznej, wraz z ohelem cadyka Leinera, z II połowy XVIII wieku
- Pomnik poległych w latach 1863, 1920, 1939 i 1940 (na miejscowym skwerze)
- Pomnik ku czci ofiar Holocaustu przy ul. Lubelskiej
- Wieża ciśnień z 1911 r.
- Piętrowe kamienice z 2 połowy XIX i początku XX wieku w Rynku
- Budynki przy ul. Lubelskiej 61 i 91, mieszczące przed wojną domy modlitwy (kuczki)
- Obszar Natura 2000 Izbicki Przełom Wieprza[41]
- Skierbieszowski Park Krajobrazowy
- Działy Grabowieckie
- Źródlisko w Kryniczkach
- Stok narciarski w Bobliwie
- Skrzyżowanie trzech ciągów komunikacyjnych (jezdnia, rzeka, linia kolejowa) w Wólce Orłowskiej, ewenement w Polsce

## Wspólnoty wyznaniowe
- Kościół rzymskokatolicki:
  - wierni należą do parafii św. Zofii w Tarnogórze
- Kościół polskokatolicki:
  - najbliższa parafia: św. Józefa w Tarnogórze